# Лора Геррінґ
Лора Елена Мартінес-Геррінґ, графиня фон Бісмарк-Шенгаузен (англ. Laura Elena, Countess von Bismarck-Schonhausen; нар. 3 березня 1964, Лос-Мочіс, Сіналоа, Мексика) — мексикансько-американська модель та акторка, більш відома як Лора Геррінґ. У 1985 стала першою жінкою латиноамериканського походження, яка перемогла у конкурсі «Міс США». Найбільш відома виконанням ролі Ріти / Камілли Роудз у стрічці Девіда Лінча «Малголленд Драйв» у 2001 році.

## Життєпис
Народилася 3 березня 1964 року в Мексиці, у приморському містечку Лос-Мочіс, штат Сіналоа. 
Її мати, Марія Елена Мартінес-Каіро, була психотерапевткою, секретаркою, займалася нерухомістю. Батько, Раймонд Геррінґ, був будівельником та фермером австрійсько-німецького походження. Батьки розлучилися в 1971 році. 
Перші 10 років Лора прожила в Мексиці, потім її сім'я переїхала до США, у місто Сан-Антоніо, штат Техас. У 12 років вона випадково постраждала під час вуличної перестрілки, була поранена в голову. У 16 років переконала сім'ю відпустити її на навчання у престижний приватний Ейґлонський коледж в кантоні Во, Швейцарія.
Після повернення в США Лора Геррінґ оселилася у місті Ель-Пасо, штат Техас, та почала брати участь в конкурсах краси. Завоювала титул «Міс Ель-Пасо», згодом — «Міс Техас». У 1985 році стала першою латиноамериканкою, удостоєною корони «Міс США». Увійшла до першої десятки на конкурсі «Міс Всесвіт» у 1985 році. 
1986 рік Лора Геррінґ провела, мандруючи Азією та Європою, займалася соціальною роботою в Індії.

## Кар'єра

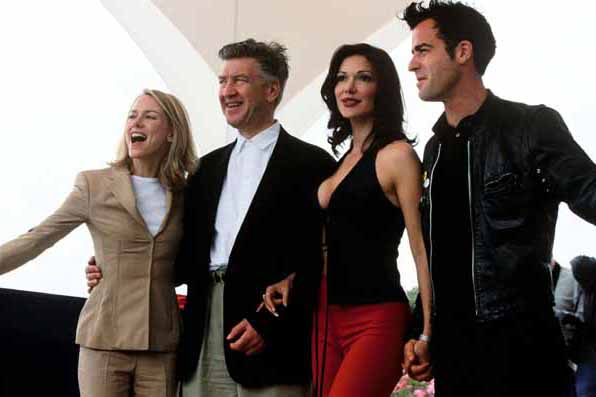
Наомі Воттс, Девід Лінч, Лора Геррінґ та Джастін Теру на Каннському кінофестивалі (2001).

Лора Геррінґ вивчала театральне мистецтво у Лондонській Академії витончених мистецтв, проходила стажування в італійському театрі Комедія дель арте. Вона також займалася латиноамериканськими танцями, включно з аргентинський танґо.
Акторську кар'єру розпочала на телебаченні, у телефільмі NBC «Аламо: 13 днів слави», в якому виконала роль нареченої генерала Антоніо Лопеса де Санта-Анна.
1989 року Лора Геррінґ дебютувала у кіно, в стрічці «Тиха ніч, смертельна ніч 3», виконавши роль Джеррі, стюардеси та подруги одного з братів головного героя Кріса.
Відомою Лора Геррінґ стала після виконання ролі Ріти / Камілли Роудс, яка втратила пам'ять, у фільмі Девіда Лінча «Малголленд Драйв».

## Особисте життя
У 1987 році Лора Геррінґ одружилася з графом Карлом Едвардом фон Бісмарком-Шенгаузеном. Карл-Едуард фон Бісмарк-Шенгаузен є праправнуком канцлера Отто фон Бісмарка. Вони розлучилися у 1989 році, але залишилися друзями, і Лора Геррінґ зберегла титул графині фон Бісмарк-Шенгаузен.

## Фільмографія
| Рік       |    | Українська назва                          | Оригінальна назва                     | Роль                          |
| --------- | -- | ----------------------------------------- | ------------------------------------- | ----------------------------- |
| 2022      | ф  | Батько нареченої                          | Father of the Bride                   | Марсела Кастільйо             |
| 2012—2019 | с  | Морська поліція: Лос-Анджелес             | NCIS: Los Angeles                     | Джулія Фельдман               |
| 2018      | ф  | Стоншення: Новий світовий порядок         | The Thinning: New World Order         | Джорджина Престон             |
| 2016      | ф  | Стоншення                                 | The Thinning                          | Джорджина Престон             |
| 2016      | ф  | Всередині                                 | Inside                                | жінка                         |
| 2016      | ф  | Кохання вбиває                            | Love Kills                            | Роза                          |
| 2014—2015 | с  | Погоня за життям                          | Chasing Life                          | Олівія Ортіз                  |
| 2014      | ф  | Дівчата Менсона                           | Manson Girls                          | Аліса Райнер                  |
| 2014      | ф  | Статеве виховання                         | Sex Ed                                | Люп                           |
| 2013      | ф  | Знову Вавилон                             | Return to Babylon                     | Алла Назімова                 |
| 2009—2010 | с  | Пліткарка                                 | Gossip Girl                           | Елізабет Фішер                |
| 2010      | с  | Закон і порядок: Злочинні наміри          | Law & Order: Criminal Intent          | Марта Кальдера                |
| 2009      | ф  | Абсурд                                    | Drool                                 | Анора Фліс                    |
| 2009      | ф  | Один пропущений дзвінок                   | The Caller                            | Ейлін                         |
| 2007      | ф  | Син примари                               | Ghost Son                             | Стейсі                        |
| 2007      | ф  | Ненсі Дрю                                 | Nancy Drew                            | Делія Дрейкотт                |
| 2007      | ф  | Кохання під час холери                    | Love in the time of cholera           | Сара Норієґа                  |
| 2007      | ф  | Охоронці мого сусіда                      | My Neighbor's Keeper                  | Кейт Павелл                   |
| 2006      | ф  | Страйк                                    | Walkout                               | Францис Крістостомо           |
| 2006      | ф  | Внутрішня імперія                         | Inland Empire                         | кролик Джейн                  |
| 2006      | с  | Щит                                       | The Shield                            | Ребекка Дойл                  |
| 2005      | ф  | День мертвих                              | All Souls Day: Dia de los Muertos     | Талі                          |
| 2005      | ф  | Король                                    | The King                              | Твайла                        |
| 2004      | ф  | Каратель                                  | The Punisher                          | Лівія Сейнт                   |
| 2003      | с  | Закон і порядок: Спеціальний корпус       | Law & Order: Special Victims Unit     | Джоан Квентін                 |
| 2003      | ф  | Віллард                                   | Willard                               | Кетрин                        |
| 2003      | ф  | Мій дім, твій дім                         | Mi Casa, Su Casa                      | Каталіна                      |
| 2003      | ф  | Поет                                      | The Poet                              | Пола                          |
| 2002      | ф  | Джон К'ю                                  | John Q                                | Джина Паламбо                 |
| 2002      | кф | Кролики                                   | Rabbits                               | Джейн                         |
| 2002      | ф  | Під укіс                                  | Derailed                              | Галина Константин             |
| 2002      | кф | Перо Піменто                              | Feather Pimento                       | жінка у червоному             |
| 2001      | ф  | Малголленд Драйв                          | Mulholland Dr.                        | Ріта / Камілла Роудз          |
| 2001      | ф  | Остаточна розплата                        | Final Payback                         | Джина Каррільйо               |
| 2000      | ф  | Маленький Нікі                            | Little Nicky                          | міс Данлеві                   |
| 1998      | с  | Фрейзер                                   | Frasier                               | Ребекка Венделл               |
| 1997      | с  | Сансет-Біч                                | Sunset Beach                          | Пола Стівенс                  |
| 1997      | ф  | Чорний Скорпіон 2                         | Black Scorpion II                     | Бабетта                       |
| 1997      | с  | Поза вірою: Правда чи вигадка             | Beyond Belief: Fact or Fiction        | таємнича пані                 |
| 1997      | с  | Каліфорнія                                | California                            | Крістіна Ґевара               |
| 1997      | ф  | Парк Гувера                               | Hoover Park                           | епізодична роль               |
| 1996—1999 | с  | Шовкові тенета                            | Silk Stalkings                        | Паула Г'юстон'                |
| 1996      | с  | Ночі Малибу                               | Baywatch Nights                       | Шарлотта «Чарлі» Макбрайт     |
| 1995      | ф  | Імперія                                   | Empire                                | Ґабріелла Конрейн             |
| 1995—1996 | с  | Фліппер                                   | Flipper                               | Ґарсія                        |
| 1994      | ф  | Вихід в Едем                              | Exit to Eden                          | Кіндра                        |
| 1993      | с  | Розквіт (телесеріал)                      | Blossom                               | медсестра                     |
| 1994      | тф | Ріо Діабло                                | Rio Diablo                            | Марія Бенджамін               |
| 1992      | с  | Рятівники Малібу                          | Baywatch                              | Катерина Ранденберґ, принцеса |
| 1991      | ф  | Мертві жінки в нижній білизні             | Dead Women in Lingerie                | Марсія                        |
| 1990—1991 | с  | Загальна лікарня                          | General Hospital                      | Карла Ґреко                   |
| 1990      | ф  | Заборонений танець                        | The Forbidden Dance                   | Ніса                          |
| 1989      | с  | Нація прибульців                          | Alien Nation                          | епізодична роль               |
| 1988      | тф | Десперадо: Лавина на Диявольському хребті | Desperado: Avalanche at Devil's Ridge | епізодична роль               |
| 1988      | с  | Красуня та чудовисько                     | Beauty and the Beast                  | Кармен                        |

## Премії та номінації
| Рік  | Премія    | Категорія                       | Робота             | Результат |
| ---- | --------- | ------------------------------- | ------------------ | --------- |
| 2010 | «FilmOut» | Найкраща акторка                | «Абсурд»           | Перемога  |
| 2002 | «ALMA»    | Видатна акторка у кінофільмі    | «Малголленд Драйв» | Перемога  |
| 1998 | «ALMA»    | Видатна акторка у мильній опері | «Сансет-Біч»       | Номінація |